# Plongeur (schip, 1863)

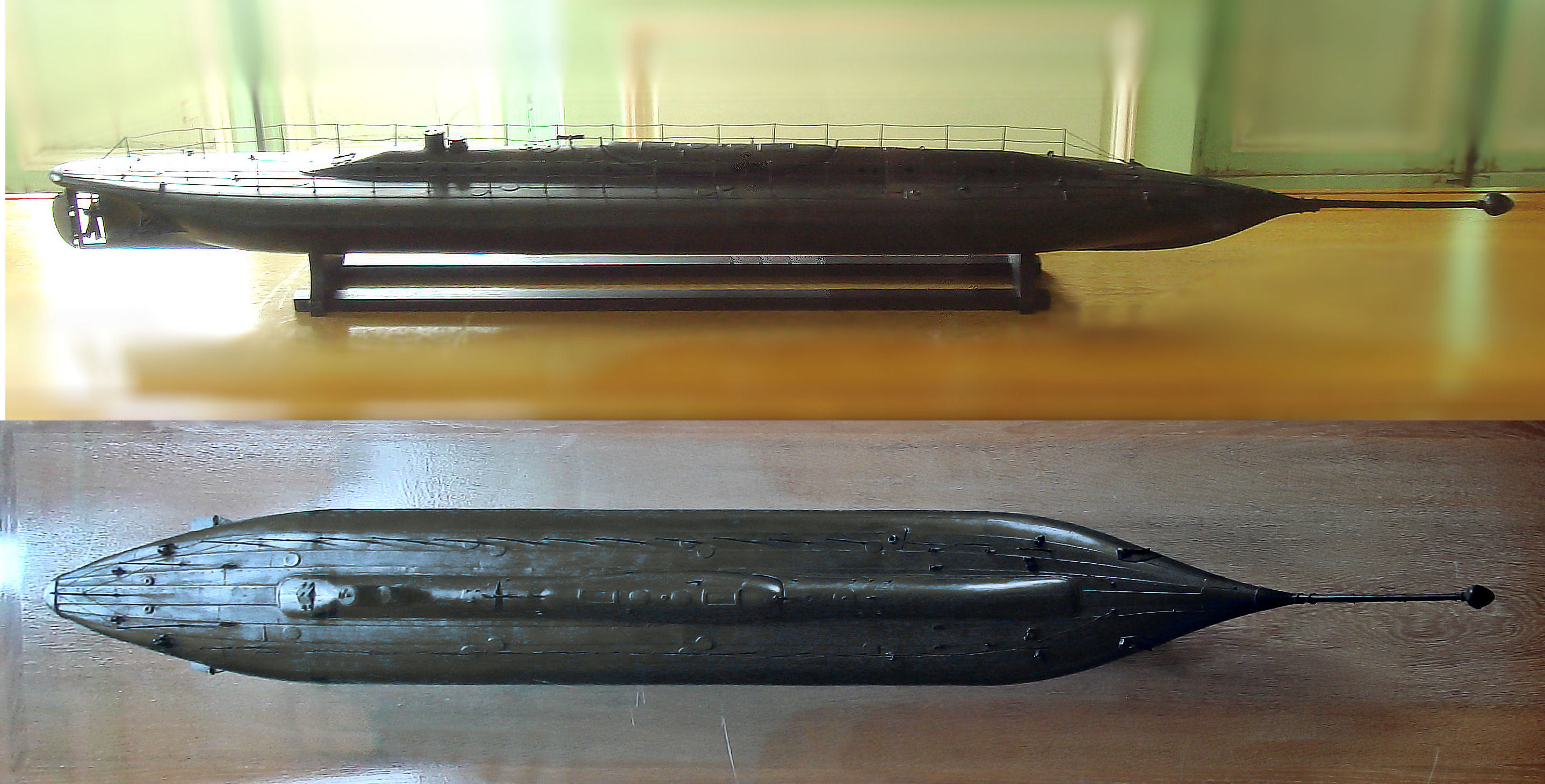
model van de Plongeur

De Plongeur was de eerste onderzeeboot die met behulp van een motor werd aangedreven. Deze werd voortgestuwd door een zuigermotor die met perslucht werd aangedreven. Het schip was uitgerust met één torpedo en had voorop een ram om gaten in schepen te slaan. De Plongeur was in dienst van de Franse marine en werd op 16 april 1863 te water gelaten in Rochefort.